# Ninurta
Ninurta (en sumeri, 𒀭𒊩𒌆𒅁) (o també Ningursu ; 𒀭𒊩𒌆𒄈𒋢) va ser un déu de la mitologia sumèria i de Girsu, una de les ciutats-estat del regne de Lagaix), casat amb la dea Gatumdu de Lagaix. Era fill del déu Enlil i déu tutelar de Nippur, juntament amb el seu pare.

## Culte
El culte a Ninurta té els seus orígens en la història de Sumer. Se'l troba en una inscripció procedent de Lagaix, on apareix sota el nom de Ningirsu, «el senyor de Girsu». Girsu va ser durant un temps la capital del regne de Lagaix.
A Ninurta se'l representava amb una cara doble en els himnes i lloances que se li dirigien. Una de les cares el mostrava com un granger i un déu benèfic de l'agricultura, que curava les malalties i espantava els dimonis, i per l'altra es donava a conèixer com a déu del vent del sud, fill d'Enlil, l'enfadat i gelós déu de l'aire. En una llegenda accàdia s'explica que va lluitar contra l'ocell Anzu, que havia robat les Taules del Destí al seu pare Enlil. Portava el Xarur, que significa «destructor de milers», la seva arma i símbol, una maça màgica que parlava. Va lluitar i va matar al terrible dimoni Asag.
Entre els assiris, era un déu molt popular i diversos dels seus reis van adoptar el seu nom (Tukultininurta I, Ninurtaapal-Ekur i altres). Assurnasirpal II li va construir un palau a la ciutat de Kalhu.
En el sistema astral, Ninurta estava associat al planeta Saturn. Per les seves característiques de déu granger, els grecs van associar Ninurta amb Cronos, mentre que els romans l'associaren al déu de la fertilitat, Saturn.